# Sibalom
Sibalom (Bayan ng Sibalom) är en kommun i Filippinerna. Kommunen ligger på ön Panay, och tillhör provinsen Antique. Folkmängden uppgår till 60 306 invånare år 2015.

## Barangayer
Sibalom är indelat i 76 barangayer.
| - Alangan - Valentin Grasparil (Bad-as) - Bari - Biga-a - Bongbongan I - Bongbongan II - Bongsod - Bontol - Bugnay - Bulalacao - Cabanbanan - Cabariuan - Cabladan - Cadoldolan - Calo-oy - Calog - Catmon - Catungan I - Catungan II - Catungan III - Catungan IV - Cubay-Sermon - Egaña - Esperanza I - Esperanza II - Esperanza III | - Igcococ - Igdalaquit - Igdagmay - Iglanot - Igpanolong - Igparas - Igsuming - Ilabas - Imparayan - Inabasan - Indag-an - Initan - Insarayan - Lacaron - Lagdo - Lambayagan - Luna - Luyang - Maasin - Mabini - Millamena - Mojon - Nagdayao - Cubay-Napultan - Nazareth | - Odiong - Olaga - Pangpang - Panlagangan - Pantao - Pasong - Pis-Anan - District I (Pob.) - District II (Pob.) - District III (Pob.) - District IV (Pob.) - Rombang - Salvacion - San Juan - Sido - Solong - Tabongtabong - Tig-Ohot - Tigbalua I - Tordesillas - Tulatula - Villafont - Villahermosa - Villar - Tigbalua II |